# باتريك إتش هارت
باتريك إتش هارت (بالإنجليزية: Patrick H. Hart)‏ هو ضابط أمريكي، ولد في 31 مايو 1915، وتوفي في 4 يونيو 1942م.